# 松崎謙二郎
松崎 謙二郎（まつざき けんじろう、1888年〈明治21年〉8月 - 没年不明）は、日本の官僚。愛知県経済部長。族籍は長野県士族。立教大学名誉教授松崎仁の父。

## 人物
長野県上伊那郡高遠町（現伊那市）に生まれる。長野士族・松崎雅人の長男。第一高等学校を経て、1916年、東京帝国大学法科大学法律学科を卒業。1917年10月、文官高等試験に合格。1918年、北海道庁属となり、山梨県、警視庁、福島県各警視を経て鹿児島県理事官に任じられ、以来宮崎県視学官、静岡県書記官、鹿児島県書記官、愛媛県書記官・警察部長、島根、和歌山、三重各県書記官・内務部長を経て、1935年、愛知県書記官に任じ経済部長に補せられ、1937年、退官する。住所は東京市芝区白金猿町。

## 家族・親族
松崎家
- 父・雅人（1856年 - ?、長野士族）[1][2]
- 母・かん（1861年 - ?、長野士族、太田道友の妹）[1][2]
- 妹[1][2]
- 妻・節（1898年 - ?、神奈川、中村房次郎の長女）[1][2][6]
- 男・仁（1923年 - 2013年）[1][2]

親戚
- 妻の父・中村房次郎（貿易商、松尾鉱業社長）
- 妻の伯父・増田増蔵（増田屋、砂糖貿易商）